# Propiedad de acciones por empleados
La propiedad de acciones por empleados, o propiedad de acciones de los empleados, es un esquema en donde los empleados de una empresa poseen acciones en esa empresa (o en la empresa matriz de un grupo de empresas). Los empleados suelen adquirir acciones a través de un plan de acciones u opciones de acciones. Dichos planes pueden ser selectivos o abiertos a todos los empleados. Los planes selectivos generalmente solo se ponen a disposición de los altos ejecutivos. Los planes para todos los empleados ofrecen participación a todos los empleados (sujeto a ciertas condiciones de calificación, como una duración mínima del servicio).
La mayoría de las corporaciones utilizan planes de propiedad de acciones como una forma de beneficio laboral. Los planes en compañías que cotizan en bolsa generalmente limitan el número total o el porcentaje de las acciones de la compañía que los empleados pueden adquirir bajo un plan en comparación con, por ejemplo, las cooperativas de trabajadores. Por lo tanto, la propiedad de acciones por los empleados no puede conferir ningún control o influencia significativa por parte de los empleados en el gobierno y la gestión de la corporación.
Algunas compañías, particularmente las privadas, utilizan la propiedad compartida con los empleados para apoyar la cultura de una compañía. Cuando todos los empleados juntos poseen una participación sustancial y tienen una voz significativa, en la empresa (o grupo) que los emplea, esto se llama propiedad de los empleados.
Varios países han introducido planes de acciones o opciones de acciones con ventajas impositivas para alentar la propiedad de las acciones de los empleados.